# Халекьяр, Фазль-уль-Хак
Фазль-уль-Хак Халекьяр (1934, провинция Герат — 16 июля 2004, Нидерланды) — государственный деятель Афганистана. Премьер-министр (1990—1992).

## Семья и образование
По этнической принадлежности — таджик. Родился в семье крупного землевладельца Хаджи Гулям Сахи. Окончил лицей в Герате, экономический факультет Кабульского университета (1958), учился в США.
Государственный служащий
- В 1958—1963 — чиновник в министерстве планирования.
- В 1963—1965 — чиновник в министерстве внутренних дел.
- В 1965—1966 — заведующий канцелярией управления строительства Гильмендской оросительной системы. Также работал в министерстве связи.
- В 1966—1968 — начальник финансового управления провинции Кабул.
- В 1969—1971 — начальник административного управления министерства финансов.
- В 1971—1972 (по другим данным, в январе 1972 — январе 1973)— губернатор провинции Баглан.
- В 1972 (или в январе 1973) — 1978 — заместитель министра финансов.

Сделав успешную административную карьеру при короле Захир Шахе (правившем страной в 1933—1973), Халекьяр продолжил её при республиканском режиме Мохаммада Дауда, сохранив пост заместителя министра финансов после военного переворота 17 июля 1973. Свержение режима Дауда 27 апреля 1978 привело к тому, что он был понижен в должности, но всё же оставлен на государственной службе. В 1978—1980 Халекьяр занимал пост начальника канцелярии министерства финансов (по другим данным, с 30 апреля 1979 по 14 апреля 1980 был советником министерства финансов).
После ввода советских войск в Афганистан Халекьяр снова занял пост заместителя министра финансов (с 14 апреля 1980 по 26 декабря 1985), хотя не вступил в правившую Народно-демократическую партию Афганистана (НДПА). Его карьере не помешал даже краткосрочный арест одного из сыновей по обвинению в связях с моджахедами.

## Министр и губернатор
В декабре 1985 Халекьяр был назначен министром без портфеля по финансовым и экономическим вопросам. В 1987, оставаясь министром без портфеля, он стал губернатором провинции Герат и уполномоченным по зоне «Северо-Запад». Генерал Валентин Варенников вспоминал, что 

провинция Герат и прилегающие к ней другие провинции — это обособленный, удаленный от Кабула регион, и он должен быть надёжным на все случаи жизни. Вот почему после долгих советов и даже споров на пост губернатора провинции был назначен (фактически автором такого назначения был В. Поляничко) Ф. Халекьяр. Ему же был жалован ранг министра. Это был умный, весьма внимательный и контактный начальник. Он умело строил отношения со всеми слоями населения, особенно с торговцами. Сразу приобрел большой авторитет в гарнизоне (непосредственно в Герате стоял штаб армейского корпуса)… Между прочим, Ф. Халекьяр страдал прогрессирующей болезнью — терял зрение. Мною были предприняты все меры, чтобы ему в Москве сделали операцию. Она прошла успешно, и, естественно, успешнее стали двигаться дела и в провинции Герат.

Халекьяр в короткие сроки добился отказа от вооружённой борьбы со стороны ряда полевых командиров моджахедов. За свои заслуги получил высшую награду — звание «Герой Демократической Республики Афганистан» (1987). В апреле 1990 на него было совершено покушение — он был тяжело ранен в бедро и руку в Герате во время церемонии перехода на сторону режима президента Наджибуллы крупного отряда моджахедов. Находившийся вместе с ним заместитель министра государственной безопасности генерал Джалал Разманда был смертельно ранен.

## Премьер-министр
Несмотря на ранение, Халекьяр уже 8 мая 1990 принял назначение на пост премьер-министра, сменив во главе правительства Султана Али Кештманда. В конце мая 1990 сформированное им правительство получило вотум доверия в нижней палате (Вулуси джирга) парламента страны. Большинство членов правительства Халекьяра, как и сам премьер-министр, был беспартийными, однако на ключевые посты — министров иностранных дел. внутренних дел, обороны, государственной безопасности — как и раньше, были назначены члены НДПА (переименованной в Партию Отечества). Представители оппозиции в правительство не вошли.
Назначение Халекьяра рассматривалось как попытка режима Наджибуллы договориться о компромиссе с умеренной частью моджахедов, а также с оппозиционными политиками, ориентированными на бывшего короля Захир Шаха и находившимися как в Афганистане, так и в эмиграции. Один из лидеров умеренных моджахедов, Себгатулла Моджаддеди, первоначально не исключал возможности совместного с Халекьяром участия в будущем переходном правительстве страны, но затем, под влиянием радикальной части вооружённой оппозиции, заявил, что связи Халекьяра с Наджибуллой делают компромисс с ним невозможным.
В 1990—1992 Халекьяр также был председателем Чрезвычайной комиссии по делам беженцев и Национальной комиссии по разминированию территории Афганистана.
В апреле 1992 режим Наджибуллы прекратил своё существование. 28 апреля 1992 Халекьяр принял участие в церемонии передачи власти главе переходного правительства моджахедов С. Моджаддеди. Тогда же официально сложил с себя полномочия главы правительства.

## Эмиграция
Во время гражданской войны в Афганистане 1990-х годов покинул страну. Эмигрировал в Нидерланды, где и скончался.